# Elbschifffahrtsarchiv

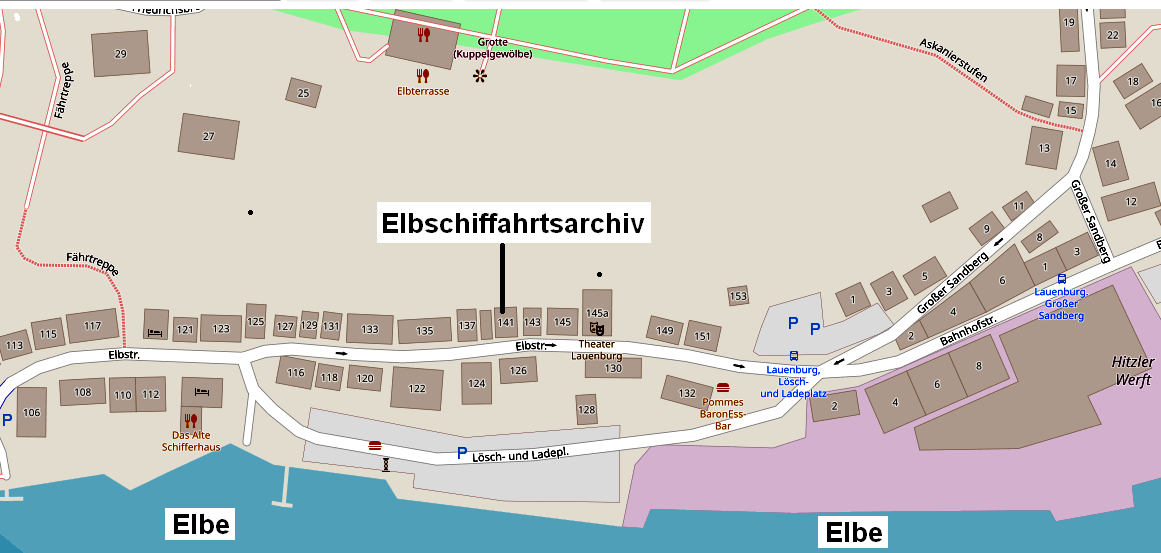
Standort des Archivs (erstellt mit Hilfe von OpenStreetMap)

Das Elbschifffahrtsarchiv wurde 1974 vom „Verein zur Förderung des Lauenburger Elbschiffahrtsmuseum“ mit dem vorrangigen Ziel gegründet, vorhandene technische Unterlagen zum Schiffbau und zur Schifffahrt zu sichern, archivieren und auszuwerten. Werner Hinsch wurde 1974 zum Leiter gewählt und es wurden in fast 50 Jahren aus kleinsten Anfängen in ehrenamtlicher Arbeit ein riesiger Sammlungsbestand aufgebaut und ist heute damit in Deutschland federführend.

## Gründung
Der Aufbau des Elbschifffahrtsmuseums erfolgte Ende 1959. 1967 wurde der Verein zur Förderung des Lauenburger Elbschifffahrtsmuseum  gegründet. Wesentliche Ziele waren die Unterstützung des Museums, besonders in den Bereichen wie Beschaffung und Bewahrung von Exponaten, Aufbewahrung und Archivierung von technischen Unterlagen. So wurden die Aufgaben, die bei größeren Museen von hauptamtlichen Mitarbeitern übernommen werden, hier von ehrenamtlichen Mitgliedern des Fördervereins durchgeführt. Diese Aufgaben wurden bereits bei der Gründung des Fördervereins in die Satzung aufgenommen.

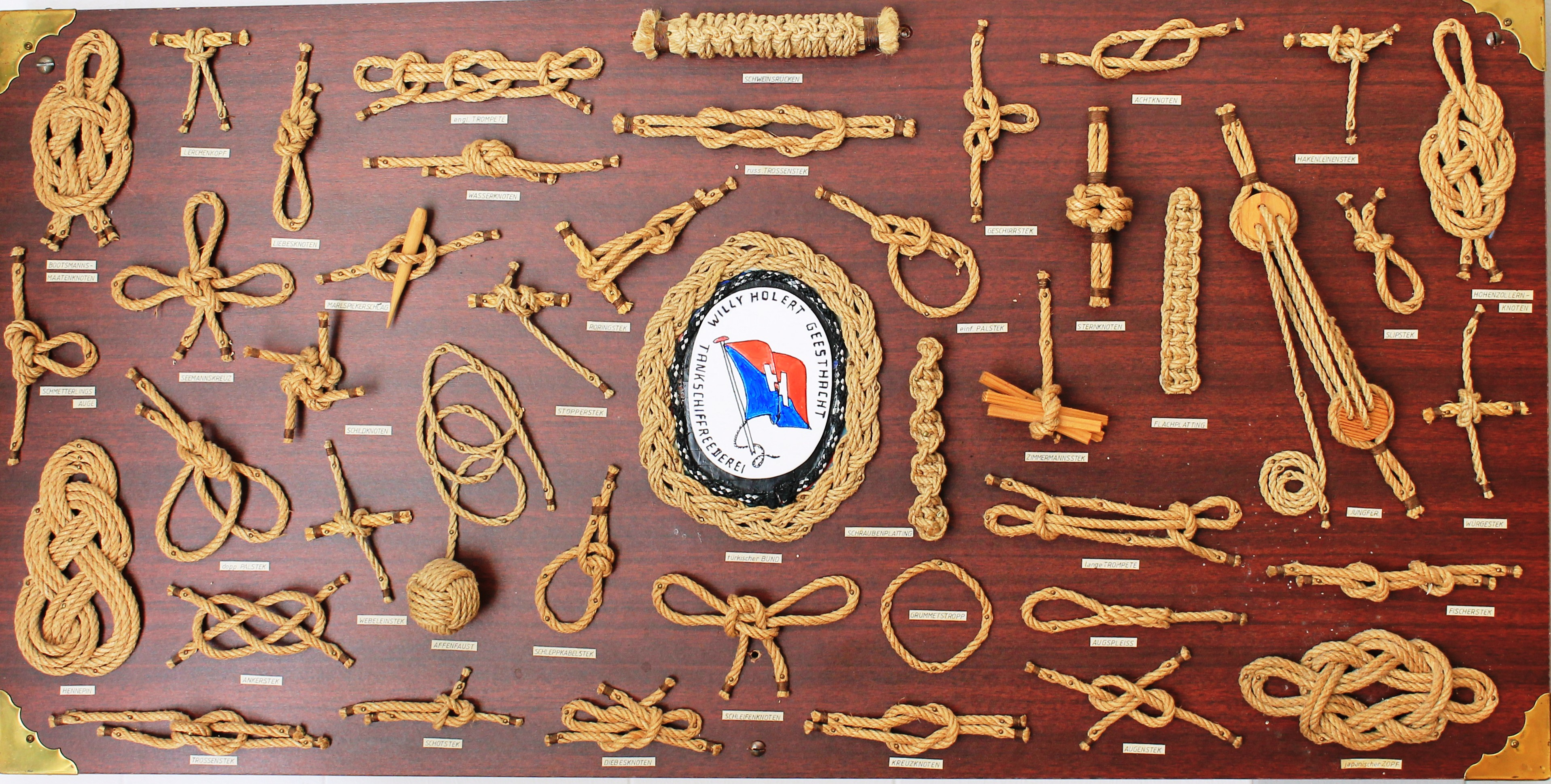
Knotentafel der Geesthachter Tankschiffreederei Willy Holert im Elbschifffahrtsarchiv

Hintergrund der Gründung des Elbschifffahrtsarchivs war die schnelle Zunahme der technischen Unterlagen, Beschreibungen und besonders der technischen Zeichnungen von gebauten Schiffen und technischen Schiffsanlagen. Mit der Etablierung des Elbschifffahrtsarchivs und den ersten Räumlichkeiten war man in der Lage, vom Deutschen Schifffahrtsmuseum umfangreiche Bestände der 1975 in Konkurs gegangenen Werften Christof Ruthof in Mainz und Ewald Berninghaus in Köln und Duisburg zu übernehmen.

## Lauenburg, Elbstraße 141
Nach 10 Jahren war der Bestand derartig angewachsen, dass vom amtierenden Vereinsvorsitzenden Wolfgang Jedeck mit Unterstützung des Lauenburger Bürgermeisters Hauke Matthießen das Gebäude Elbstraße 141 angemietet wurde. Damit war die Voraussetzung gegeben, weitere wertvolle technische Unterlagen wie Zeichnungen, Fotos, Tonträger und Bücher aus den Bereichen Schiffbau und Schifffahrt mit Schwerpunkt Binnenschifffahrt zu sammeln und auszuwerten. Inzwischen sind ständig bis zu 15 ehrenamtliche Mitarbeiter aus Lauenburg und Umgebung damit beschäftigt, die technischen Unterlagen zu sichten, zu sortieren, zu archivieren und auszuwerten.

## Nutzung
Das Elbschifffahrtsarchiv ist ein Präsenzarchiv und arbeitet in enger Abstimmung mit dem Elbschifffahrtsmuseum. Die Nutzung ist gebührenfrei. Neben der Sammlung und Archivierung gehören auch die Erstellung von Publikationen zu speziellen Themen der Binnenschifffahrt zu den Schwerpunkten des Archivs. Die Finanzierung erfolgt durch den Förderverein, die Kosten der Miete des Archivgebäudes in der Elbstraße 141 trägt zu 50 % die Stadt Lauenburg.

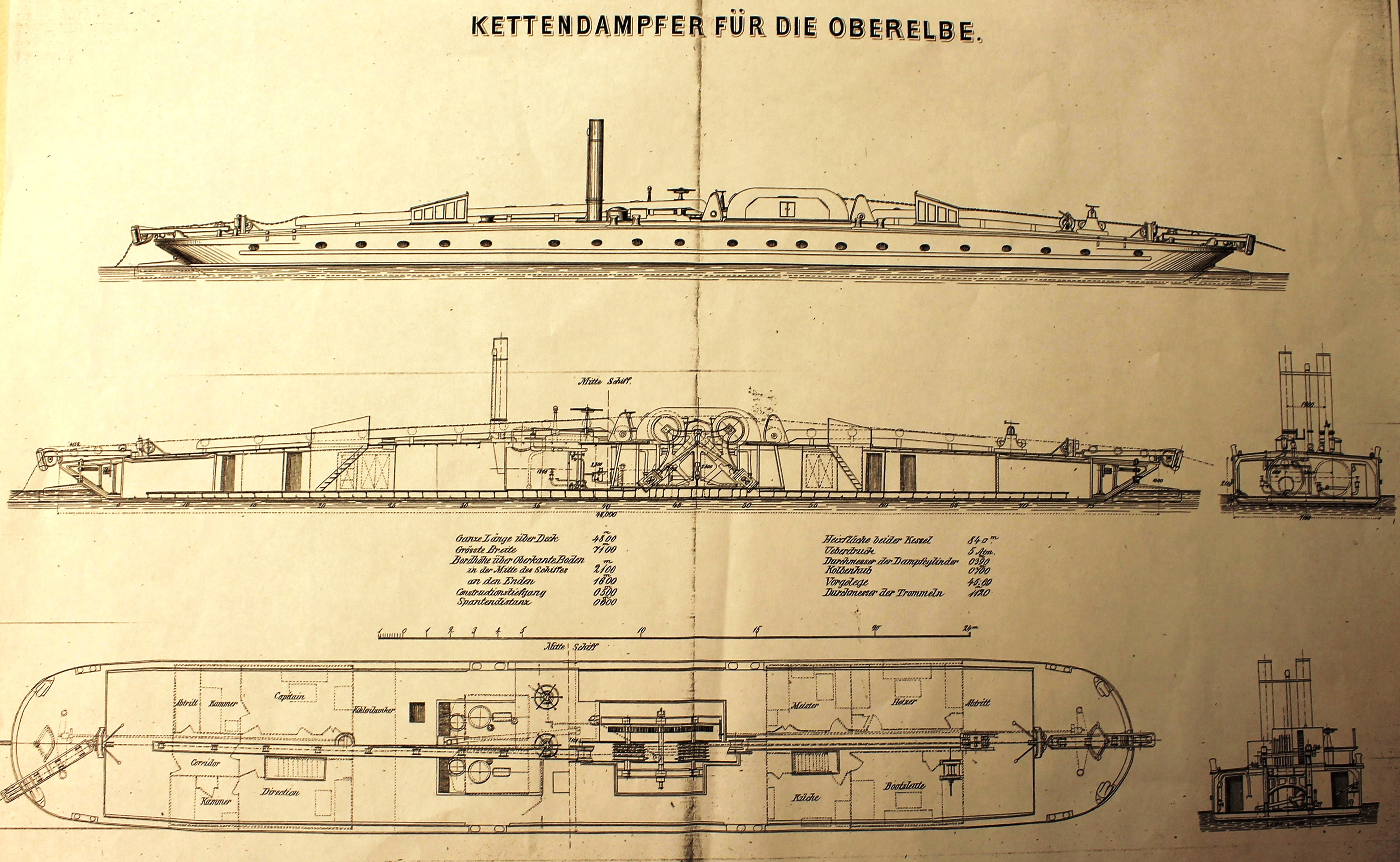
Zeichnung „Kettendampfer für die Oberelbe“ aus den Archivbestand

In der Satzung des Fördervereins ist der Forschungsauftrag festgeschrieben und wird vom Elbschifffahrtsarchiv wahrgenommen. 1988 wurde das erste große Forschungsprojekt „Flößerei auf der Elbe“ wahrgenommen und bis zu den Anfängen 1325 zurückverfolgt. Die Ergebnisse sind in der Buchreihe des Fördervereins (Buch Nr. 3) dargestellt. Ein langjähriges Forschungsprojekt untersuchte gemeinsam mit der Gotthard-Sachsenberg-Stiftung die Entwicklung und den Bau der deutschen Tragflügelboote und wurde durch die Stiftung und den Förderverein finanziert. Die Ergebnisse sind in dem Buch „Tragflügelboote des Schertel Sachsenberg-System“ veröffentlicht und erregten internationale Aufmerksamkeit.

## Die Bestände
Inzwischen befinden sich rund
- 50.000 technische Zeichnungen und technische Unterlagen namhafter Schiffswerften zum Bau von Binnenschiffen im Zeitraum von 1850 bis heute im Bestand.
- Über 20.000 Fotos zeigen Schiffe, das Bordleben, Häfen und Flusslandschaften. In der Fachbibliothek befinden sich
- 10.000 Bücher und weitere
- diverse Modelle und Halbmodelle von Schiffen wie auch vom Typ Karl-Vortisch-Schiff sowie Theodor-Beyer-Schiff
- 5000 Archivalien, bestehend aus Karten, Aktien von Reedereien und Werften sowie Spezialsammlungen aus privaten Nachlässen schließen den Bestand ab.

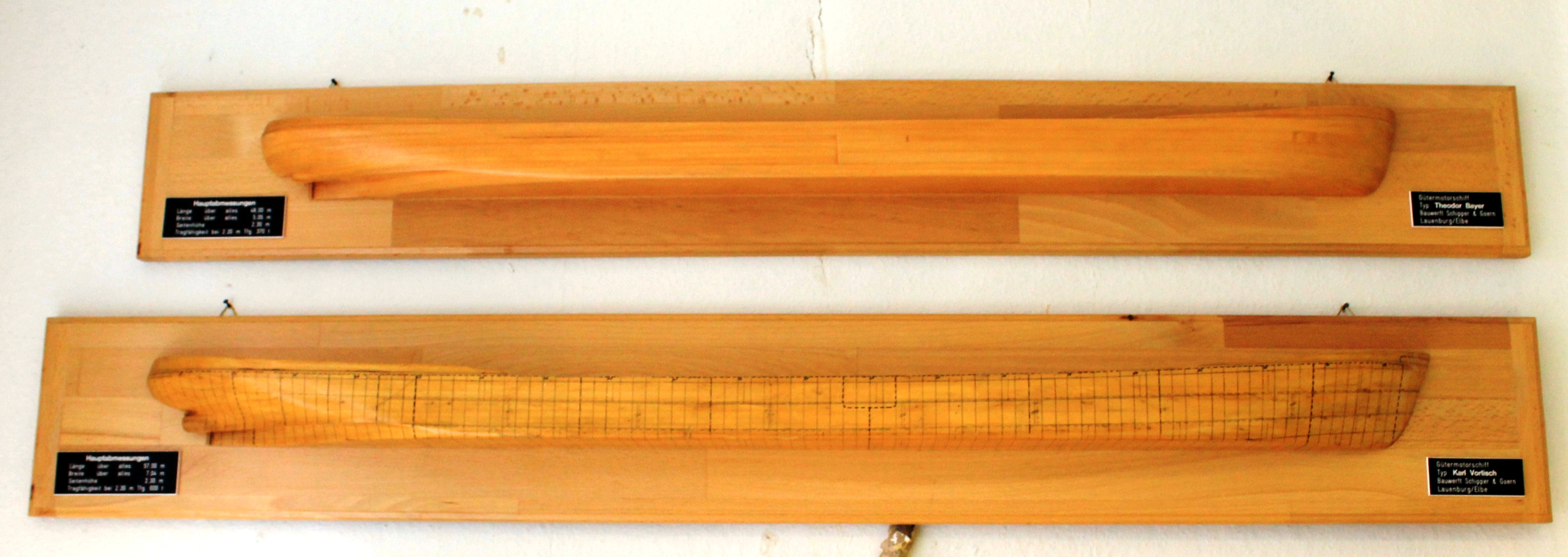
Halbmodelle vom Typ Karl Vortisch und Theodor Beyer im Archiv

## Zusammenarbeit
Das Lauenburger Elbschifffahrtsarchiv arbeitet seit vielen Jahren konstruktiv mit nachfolgenden Institutionen, Verbänden und Personen zusammen:
- Schiffbautechnische Gesellschaft (STG), speziell Fachausschuss "Schiffbaugeschichte"
- Arbeitsgruppe "Schiffsdatenbank – ein gemeinsames Projekt der STG und des Deutschen Schifffahrtsmuseums
- Prof. Dr. Nowacki, TU Berlin
- Technische Universität Berlin zwecks Aufarbeitung des Nachlasses der ehemaligen Versuchsanstalt für Wasserbau und Schiffbau Berlin (VWS),
- AHA Arbeitskreis Hamburger Archive, Hamburg
- Deutsche Wasserhistorische Gesellschaft, Siegburg
- Bundesverband der Deutschen Binnenschifffahrt, Duisburg
- BG Verkehr, Hamburg
- Wasser- und Schifffahrtsämter in Lauenburg, Uelzen und Magdeburg
- DNVGL (ehemals Germanischer Lloyd), Hamburg

Mit weiteren Institutionen besteht eine enge Zusammenarbeit in gegenseitiger Abstimmung:
- Internationales Maritimes Museum, Peter Tamm sen. Stiftung, Hamburg
- Stiftung Hamburg Maritim
- Amt der Stecknitzfahrer Lübeck
- Salzmuseum Lüneburg
- Arbeitsgruppe "mare Czech" in Decin, CZ
- Verlag „knoll maritim“ Berlin
- Reederei B. Dettmer, Bremen
- Arbeitskreis Schifffahrtsmuseum, Regensburg
- Museum der Deutschen Binnenschifffahrt, Duisburg
- Industriemuseum Schiffshebewerk Henrichenburg, Dortmund
- Kehdinger Küstenschifffahrts-Museum, Wischhafen
- Förderkreis Kulturdenkmal Stecknitzfahrt e. V., Bäk (Ratzeburg)
- Landesamt für Kultur und Denkmalpflege, Landesarchiv Greifswald.